# Венсан Абубакар
Венсан Абубакар (фр. Vincent Aboubakar, 22 січня 1992, Яунде, Камерун) — камерунський футболіст, гравець турецького клубу «Бешикташ», центральний нападник збірної Камеруну.

## Біографія

### Клубна кар'єра
Абубакар розпочав свою кар'єру у «Котон Спорт», що виступав у першому елітному дивізіоні Камеруну. З 2009 року його почали залучати до ігор основної команди і відразу молодий нападник зумів зайняти місце в основі. «Котон» виграв чемпіонство, а Венсан став об'єктом уваги багатьох європейських клубів.
26 травня 2010 року підписав контракт з «Валансьєном» та покинув колишню команду. У новій команді провів три сезони, після чого перейшов в інший клуб Ліги 1 «Лор'ян», де провів ще один сезон.
Своєю грою за останню команду привернув увагу представників тренерського штабу клубу «Порту», до складу якого приєднався 2014 року. Відіграв за клуб з Порту наступні два сезони своєї ігрової кар'єри. Більшість часу, проведеного у складі «Порту», був основним гравцем атакувальної ланки команди. У складі «Порту» був одним з головних бомбардирів команди, маючи середню результативність на рівні 0,4 голу за гру першості.
Влітку 2016 року на умовах оренди став гравцем турецького «Бешикташа».
8 червня 2021 року Абубакар підписав трирічну угоду з клубом Саудівської Професіональної ліги «Ан-Наср». Його зарплата становила 6 мільйонів євро на рік.
8 січня 2023 року клуб розірвав контракт з Абубакаром, оскільки не міг зареєструвати Кріштіану Роналду у зв'язку із лімітом на легіонерів у чемпіонаті Саудівської Аравії.
21 січня 2023 року повторно підписав контракт з турецьким клубом «Бешикташ» як заміна нападника Ваута Вегхорста, який пішов з клубу 13 січня того ж року.

### Збірна
Дебютував у збірній 29 травня 2010 року у товариському матчі проти Словачини. 18-річний на той час гравець став одним з наймолодших гравців чемпіонатів світу, потрапивши до заявки національної команди для участі у ЧС-2010. На мундіалі взяв участь у двох матчах групового етапу проти збірних Данії і Нідерландів, які камерунці програли з однаковим рахунком 1:2.
Згодом був учасником чемпіонату світу 2014 року в Бразилії та Кубка африканських націй 2015 року в Екваторіальній Гвінеї.
На Кубку африканських націй 2017 року забив гол на 88-й хвилині у фіналі, забезпечивши Камеруну перемогу над Єгиптом з рахунком 2:1. Ця перемога у турнірі стала для Камеруну п'ятою в історії та першою з 2002 року.
Пізніше того ж року взяв участь у Кубку конфедерацій 2017. Він забив гол престижу у програному збірною Камеруну з рахунком 1:3 матчу проти збірної Німеччини, на той момент чинного чемпіона світу.
На Кубку африканських націй 2021, який його країна приймала на початку року, забив п'ять голів на груповому етапі у матчах проти Буркіна-Фасо, Ефіопії та Кабо-Верде, а потім шостий — у поєдинку зі збірною Коморських островів в 1/8 фіналу, у якому Камерун здобув перемогу з рахунком 2:1. У матчі за третє місце проти Буркіна-Фасо він зробив дубль, а Камерун зіграв внічию 3:3, матч зрештою було виграно с серії пенальті. Забивши 8 голів у 7 матчах, він став найкращим бомбардиром і потрапив до символічної команди турніру.
Був учасником чемпіонату світу 2022 року в Катарі. У матчі з Сербією тренер збірної Камеруну Рігобер Сонг випустив Абубакара замість Мартіна Онгли, після чого Венсан одразу забив гол, скориставшись довгим пасом Кастелетто. Арбітр матчу спочатку відмінив взяття воріт, зафіксувавши офсайд, проте після перегляду VAR гол було зараховано. Пізніше Венсан прорвався правим флангом і віддав гольовий пас на Шупо-Мотінга, який зрівняв рахунок. Матч закінчився із рахунком 3:3. Через п'ять днів забив переможний гол на 90+3 хвилині і приніс Камеруну першу в історії перемогу над Бразилією (1:0), а потім був вилучений за другу жовту картку.
| Дата       | Місто                  | Господарі      | Результат               | Гості             | Турнір                                            | Голи | Примітки   |
| ---------- | ---------------------- | -------------- | ----------------------- | ----------------- | ------------------------------------------------- | ---- | ---------- |
| 29-05-2010 | Клагенфурт-ам-Вертерзе | Словаччина     | 1 – 1                   | Камерун           | товариський матч                                  | -    | 67'        |
| 05-06-2010 | Белград                | Сербія         | 4 – 3                   | Камерун           | товариський матч                                  | -    | 46'        |
| 19-06-2010 | Преторія               | Камерун        | 1 – 2                   | Данія             | ЧС 2010 - 1-й етап                                | -    | 79'        |
| 24-06-2010 | Кейптаун               | Камерун        | 1 – 2                   | Нідерланди        | ЧС 2010 - 1-й етап                                | -    | 56'        |
| 11-08-2010 | Щецин                  | Польща         | 0 – 3                   | Камерун           | товариський матч                                  | 1    | 80'        |
| 04-09-2010 | Маврикій               | Маврикій       | 1 – 3                   | Камерун           | Відбір до Кубка африканських націй 2012           | -    | 62'        |
| 09-10-2010 | Гаруа                  | Камерун        | 1 – 1                   | ДР Конго          | Відбір до Кубка африканських націй 2012           | -    |            |
| 26-03-2011 | Дакар                  | Сенегал        | 1 – 0                   | Камерун           | Відбір до Кубка африканських націй 2012           | -    | 75'        |
| 04-06-2011 | Гаруа                  | Камерун        | 0 – 0                   | Сенегал           | Відбір до Кубка африканських націй 2012           | -    |            |
| 07-06-2011 | Зальцбург              | Росія          | 0 – 0                   | Камерун           | товариський матч                                  | -    | 46'        |
| 11-11-2011 | Марракеш               | Камерун        | 3 – 1                   | Судан             | товариський матч                                  | -    | 71'        |
| 13-11-2011 | Марракеш               | Марокко        | 1 – 1                   | Камерун           | LG Cup                                            | -    | 64'        |
| 29-02-2012 | Бісау                  | Гвінея-Бісау   | 0 – 1                   | Камерун           | Відбір до Кубка африканських націй 2013           | -    | 65'        |
| 10-06-2012 | Сфакс                  | Лівія          | 2 – 1                   | Камерун           | Відбір до ЧС 2014                                 | -    | 67'        |
| 16-06-2012 | Яунде                  | Камерун        | 1 – 0                   | Гвінея-Бісау      | Відбір до Кубка африканських націй 2013           | -    | 67'        |
| 08-09-2012 | Прая                   | Кабо-Верде     | 2 – 0                   | Камерун           | Відбір до Кубка африканських націй 2013           | -    | 55'        |
| 14-10-2012 | Яунде                  | Камерун        | 2 – 1                   | Кабо-Верде        | Відбір до Кубка африканських націй 2013           | -    | 79'        |
| 06-02-2013 | Дар-ес-Салам           | Танзанія       | 1 – 0                   | Камерун           | товариський матч                                  | -    | 85'        |
| 02-06-2013 | Київ                   | Україна        | 0 – 0                   | Камерун           | товариський матч                                  | -    |            |
| 09-06-2013 | Ломе                   | Того           | 0 – 3                   | Камерун           | Відбір до ЧС 2014                                 | -    |            |
| 16-06-2013 | Кіншаса                | ДР Конго       | 0 – 0                   | Камерун           | Відбір до ЧС 2014                                 | -    | 45'        |
| 05-03-2014 | Лейрія                 | Португалія     | 5 – 1                   | Камерун           | товариський матч                                  | 1    | 63'        |
| 29-05-2014 | Куфштайн               | Парагвай       | 1 – 2                   | Камерун           | товариський матч                                  | -    | 46'        |
| 07-06-2014 | Яунде                  | Камерун        | 1 – 0                   | Молдова           | товариський матч                                  | -    | 46'        |
| 18-06-2014 | Манаус                 | Камерун        | 0 – 4                   | Хорватія          | ЧС 2014 - 1-й етап                                | -    | 70'        |
| 23-06-2014 | Бразиліа               | Камерун        | 1 – 4                   | Бразилія          | ЧС 2014 - 1-й етап                                | -    | 72'        |
| 06-09-2014 | Кіншаса                | ДР Конго       | 0 – 2                   | Камерун           | Відбір до Кубка африканських націй 2015           | 1    |            |
| 10-09-2014 | Яунде                  | Камерун        | 4 – 1                   | Кот-д'Івуар       | Відбір до Кубка африканських націй 2015           | 2    | 38'        |
| 11-10-2014 | Яунде                  | Сьєрра-Леоне   | 0 – 0                   | Камерун           | Відбір до Кубка африканських націй 2015           | -    | 64'        |
| 15-11-2014 | Яунде                  | Камерун        | 1 – 0                   | ДР Конго          | Відбір до Кубка африканських націй 2015           | 1    | 65'        |
| 19-11-2014 | Абіджан                | Кот-д'Івуар    | 0 – 0                   | Камерун           | Відбір до Кубка африканських націй 2015           | -    |            |
| 10-01-2015 | Лібревіль              | Камерун        | 1 – 1                   | ПАР               | товариський матч                                  | 1    |            |
| 20-01-2015 | Бамако                 | Малі           | 1 – 1                   | Камерун           | Кубок африканських націй 2015 - 1-й етап          | -    |            |
| 24-01-2015 | Малабо                 | Камерун        | 1 – 1                   | Гвінея            | Кубок африканських націй 2015 - 1-й етап          | -    | 75'        |
| 28-01-2015 | Малабо                 | Кот-д'Івуар    | 1 – 0                   | Камерун           | Кубок африканських націй 2015 - 1-й етап          | -    | 46'        |
| 25-03-2015 | Індонезія              | Індонезія      | 0 – 1                   | Камерун           | товариський матч                                  | 1    |            |
| 06-06-2015 | Коломб                 | Буркіна-Фасо   | 0 – 1                   | Камерун           | товариський матч                                  | 1    | 74'        |
| 09-06-2015 | Монс                   | ДР Конго       | 1 – 1                   | Камерун           | товариський матч                                  | -    |            |
| 14-06-2015 | Яунде                  | Камерун        | 1 – 0                   | Мавританія        | Відбір до Кубка африканських націй 2017           | 1    | 66'        |
| 6-9-2015   | Бакау                  | Гамбія         | 0 – 1                   | Камерун           | Відбір до Кубка африканських націй 2017           | 1    |            |
| 11-10-2015 | Брюссель               | Нігерія        | 3 – 0                   | Камерун           | товариський матч                                  | -    |            |
| 13-11-2015 | Ніамей                 | Нігер          | 0 – 3                   | Камерун           | Відбір до ЧС 2018                                 | 1    |            |
| 17-11-2015 | Яунде                  | Камерун        | 0 – 0                   | Нігер             | Відбір до ЧС 2018                                 | -    |            |
| 29-3-2016  | Дурбан                 | ПАР            | 0 – 0                   | Камерун           | Відбір до Кубка африканських націй 2017           | -    | 36'        |
| 30-5-2016  | Нант                   | Франція        | 3 – 2                   | Камерун           | товариський матч                                  | 1    | 70'        |
| 3-6-2016   | Нуакшот                | Мавританія     | 0 – 1                   | Камерун           | Відбір до Кубка африканських націй 2017           | -    | 90+2'      |
| 9-10-2016  | Бліда                  | Алжир          | 1 – 1                   | Камерун           | Відбір до ЧС 2018                                 | -    |            |
| 12-11-2016 | Яунде                  | Камерун        | 1 – 1                   | Замбія            | Відбір до ЧС 2018                                 | 1    |            |
| 5-1-2017   | Яунде                  | Камерун        | 2 – 0                   | ДР Конго          | товариський матч                                  | -    | 46'        |
| 18-1-2017  | Лібревіль              | Камерун        | 2 – 1                   | Гвінея-Бісау      | Кубок африканських націй 2017 - 1-й раунд         | -    | 63'        |
| 22-1-2017  | Лібревіль              | Камерун        | 0 – 0                   | Габон             | Кубок африканських націй 2017 - 1-й раунд         | -    | 83'        |
| 28-1-2017  | Лібревіль              | Сенегал        | 0 – 0 д.ч. (4 – 5 п.п.) | Камерун           | Кубок африканських націй 2017 - Чвертьфінал       | -    | 102'       |
| 2-2-2017   | Франсвіль              | Камерун        | 2 – 0                   | Гана              | Кубок африканських націй 2017 - Півфінал          | -    | 74'        |
| 5-2-2017   | Лібревіль              | Єгипет         | 1 – 2                   | Камерун           | Кубок африканських націй 2017 - Фінал             | 1    | 46' 89'    |
| 24-3-2017  | Радес                  | Туніс          | 0 – 1                   | Камерун           | товариський матч                                  | 1    | 78'        |
| 28-3-2017  | Брюссель               | Камерун        | 1 – 2                   | Гвінея            | товариський матч                                  | -    | 73'        |
| 10-6-2017  | Яунде                  | Камерун        | 1 – 0                   | Марокко           | Відбір до Кубка африканських націй 2019           | 1    |            |
| 18-6-2017  | Москва                 | Камерун        | 0 – 2                   | Чилі              | Кубок конфедерацій 2017 - 1-й раунд               | -    |            |
| 22-6-2017  | Санкт-Петербург        | Камерун        | 1 – 1                   | Австралія         | Кубок конфедерацій 2017 - 1-й раунд               | -    |            |
| 25-6-2017  | Сочі                   | Німеччина      | 3 – 1                   | Камерун           | Кубок конфедерацій 2017 - 1-й раунд               | 1    |            |
| 1-9-2017   | Уйо                    | Нігерія        | 4 – 0                   | Камерун           | Відбір до ЧС 2018                                 | -    |            |
| 4-9-2017   | Яунде                  | Камерун        | 1 – 1                   | Нігерія           | Відбір до ЧС 2018                                 | 1    | 61'        |
| 7-10-2017  | Яунде                  | Камерун        | 2 – 0                   | Алжир             | Відбір до ЧС 2018                                 | -    |            |
| 11-11-2017 | Ндола                  | Замбія         | 2 – 2                   | Камерун           | Відбір до ЧС 2018                                 | -    |            |
| 25-3-2018  | Ель-Кувейт             | Кувейт         | 1 – 3                   | Камерун           | товариський матч                                  | 1    |            |
| 13-11-2019 | Яунде                  | Камерун        | 0 – 0                   | Кабо-Верде        | Відбір до Кубка африканських націй 2021           | -    | 60'        |
| 17-11-2019 | Кігалі                 | Руанда         | 0 – 1                   | Камерун           | Відбір до Кубка африканських націй 2021           | -    | 84'        |
| 12-11-2020 | Дуала                  | Камерун        | 4 – 1                   | Мозамбік          | Відбір до Кубка африканських націй 2021           | 2    | 65'        |
| 16-11-2020 | Мапуту                 | Мозамбік       | 0 – 2                   | Камерун           | Відбір до Кубка африканських націй 2021           | 1    | 74'        |
| 26-3-2021  | Прая                   | Кабо-Верде     | 3 – 1                   | Камерун           | Відбір до Кубка африканських націй 2021           | -    |            |
| 30-3-2021  | Яунде                  | Камерун        | 0 – 0                   | Руанда            | Відбір до Кубка африканських націй 2021           | -    |            |
| 3-9-2021   | Яунде                  | Камерун        | 2 – 0                   | Малаві            | Відбір до ЧС 2022                                 | 1    |            |
| 6-9-2021   | Абіджан                | Кот-д'Івуар    | 2 – 1                   | Камерун           | Відбір до ЧС 2022                                 | -    |            |
| 8-10-2021  | Яунде                  | Камерун        | 3 – 1                   | Мозамбік          | Відбір до ЧС 2022                                 | -    |            |
| 11-10-2021 | Танжер                 | Мозамбік       | 0 – 1                   | Камерун           | Відбір до ЧС 2022                                 | -    |            |
| 13-11-2021 | Совето                 | Малаві         | 0 – 4                   | Камерун           | Відбір до Кубка африканських націй 2021           | 1    | 63'        |
| 16-11-2021 | Дуала                  | Камерун        | 1 – 0                   | Кот-д'Івуар       | Відбір до ЧС 2022                                 | -    |            |
| 9-1-2022   | Яунде                  | Камерун        | 2 – 1                   | Буркіна-Фасо      | Кубок африканських націй 2021 - 1-й раунд         | 2    |            |
| 13-1-2022  | Яунде                  | Камерун        | 4 – 1                   | Ефіопія           | Кубок африканських націй 2021 - 1-й раунд         | 2    |            |
| 17-1-2022  | Яунде                  | Кабо-Верде     | 1 – 1                   | Камерун           | Кубок африканських націй 2021 - 1-й раунд         | 1    |            |
| 24-1-2022  | Яунде                  | Камерун        | 2 – 1                   | Коморські Острови | Кубок африканських націй 2021 - 1/8 фіналу        | 1    |            |
| 29-1-2022  | Дуала                  | Гамбія         | 0 – 2                   | Камерун           | Кубок африканських націй 2021 - Чвертьфінал       | -    |            |
| 3-2-2022   | Яунде                  | Камерун        | 0 – 0 д.ч. (1 – 3 п.п.) | Єгипет            | Кубок африканських націй 2021 - Півфінал          | -    |            |
| 5-2-2022   | Яунде                  | Буркіна-Фасо   | 3 – 3 д.ч. (6 — 8 п.п.) | Камерун           | Кубок африканських націй 2021 - Матч за 3-є місце | 2    | 46'        |
| 25-3-2022  | Дуала                  | Камерун        | 0 – 1                   | Алжир             | Відбір до ЧС 2022                                 | -    |            |
| 29-3-2022  | Бліда                  | Алжир          | 1 – 2 д.ч.              | Камерун           | Відбір до ЧС 2022                                 | -    | 102'       |
| 9-6-2022   | Дар-ес-Салам           | Бурунді        | 0 – 1                   | Камерун           | Відбір до Кубка африканських націй 2023           | -    | 87'        |
| 23-9-2022  | Коян                   | Камерун        | 0 – 2                   | Узбекистан        | товариський матч                                  | -    |            |
| 27-9-2022  | Сеул                   | Південна Корея | 1 – 0                   | Камерун           | товариський матч                                  | -    |            |
| 9-11-2022  | Яунде                  | Камерун        | 1 – 1                   | Ямайка            | товариський матч                                  | -    |            |
| 18-11-2022 | Абу-Дабі               | Камерун        | 1 – 1                   | Панама            | товариський матч                                  | -    |            |
| 24-11-2022 | Ель-Вакра              | Швейцарія      | 1 – 0                   | Камерун           | ЧС 2022 - 1-й раунд                               | -    | 74'        |
| 28-11-2022 | Ель-Вакра              | Камерун        | 3 – 3                   | Сербія            | ЧС 2022 - 1-й раунд                               | 1    | 55'        |
| 2-12-2022  | Лусаїл                 | Камерун        | 1 – 0                   | Бразилія          | ЧС 2022 - 1-й раунд                               | 1    | 81', 90+4' |
| Усього     |                        | Матчів         | 94                      |                   | Голів                                             | 35   |            |

## Досягнення
- Чемпіон Туреччини:

«Бешикташ»: 2016-17, 2020-21
- Чемпіон Португалії:

«Порту»: 2017-18, 2019-20
- Володар Суперкубка Португалії:

«Порту»: 2018
- Володар Кубка Португалії:

«Порту»: 2019-20
- Володар Кубка Туреччини:

«Бешикташ»: 2020-21, 2023-24
Збірні
- Володар Кубка африканських націй: 2017
- Бронзовий призер Кубка африканських націй: 2021